# Mark Markusse
Markus Marinus (Mark) Markusse (Goes, 26 september 1941) is een voormalig Nederlands politicus voor de SGP.
Markusse begon zijn carrière in 1958 als ambtenaar bij het Kadaster. Deze functie vervulde hij vier jaar. Vervolgens vervulde hij tot 1981 enkele functies bij onder andere de gemeentes Vlissingen en Alphen aan den Rijn en bij de provincie Noord-Holland.
In 1981 werd hij benoemd tot burgemeester van de gemeente Arnemuiden. Per 16 december 1989 werd hij burgemeester van de gemeente IJsselmuiden. Na de samenvoeging van deze gemeente met de gemeente Kampen per 1 januari 2001 was hij gedurende driekwart jaar waarnemend burgemeester van Staphorst. In dat jaar nam hij tevens plaats in de gemeenteraad van Kampen en werd hij fractievoorzitter voor de lokale SGP-afdeling. In 2006 werd Markusse wethouder economische zaken in Kampen. Hij trad af in november 2008.